# 紫城いずみ
紫城 いずみ（しき いずみ、1955年5月15日 - ）は、日本の女優、元宝塚歌劇団娘役。福岡県北九州市出身。身長158cm。

## 略歴
- 1971年、宝塚音楽学校入学。
- 1973年、宝塚歌劇団入団。59期生。星組公演「花かげろう／ラ・ラ・ファンタシーク」[2]で初舞台を踏む。宝塚入団時の成績は49人中11位[2]。星組に配属。
- 1985年6月30日[2]東京宝塚劇場公演「哀しみのコルドバ／ルミエール」千秋楽をもって、宝塚歌劇団を退団。
- 宝塚歌劇団退団後は舞台、テレビドラマなどで活躍する。

## 主な出演作品

### テレビドラマ
- 「嫁＋姑＋母・一人三役…」（1988年12月1日・木曜ゴールデンドラマ）
- 「女ねずみ小僧」 - ねの二番＝お紫乃（1989年4月12日〜7月5日）
- 「こちら禅寺探偵局(1)　和尚法元の殺人説法・姿なき炎の犯罪トリックを解く！」（1993年3月13日・土曜ワイド劇場）
- 「暴れん坊将軍IV・お見事、上様の恋指南!（第72話）」 - 狭霧（1992年）
- 「暴れん坊将軍V・尼さんやくざが突っ走る!（第4話）」- 山脇（1993年4月24日）
- 「暴れん坊将軍VIII・覗かれた大奥 女たちの陰謀（第11話）」（1997年11月29日）
- 「コンビにまりあ」（2001年4月2日〜5月25日）
- 「瞬間（とき）を写す少女」（2007年4月11日）
- 「天下無敵 男子禁制 危廉陣女子学園」（2008年5月2日）
- 「ケータイ捜査官7・URL（第18話）」（2008年8月20日）
- 「わたしが子どもだったころ・アニマル浜口篇（第61話）」（2008年11月19日）
- 「どてらい男」
- ジャンヌの裁き 第3話（2024年1月26日）
- ホットスポット 最終話（2025年3月16日、日本テレビ） - 日比野美波（30年後） 役[3]

### 舞台

#### 宝塚時代の舞台
- 「ブリガドーン」- フィオナ　※役替わり（1974年）
- 「屋根裏の妖精たち」- 新人公演（東京）シンシア（本役：衣通月子）／「マイ・ハイ・スイング」 （1975年）
- 「ベルサイユのばらIII」 - 王女、新人公演：ロザリー（本役：衣通月子）（1976年）
- 「風と共に去りぬ」 - ファニー、新人公演：スカーレットII（本役：玉梓真紀）（1977年）
- 「テームズの霧に別れを」 - ジャネット、第1回新人公演：マイラ（本役：夢まどか）、第2回新人公演：キャサリン（本役：玉梓真紀）／「セ・マニフィーク」（1977年）
- 「誰がために鐘は鳴る」 - 第2回新人公演：マリア（本役：遥くらら）（1978年）
- 「宝花集」／「セ・シャルマン!」 - 新人公演：歌う女S、第二の女、歌う女（本役：高宮沙千）
- 「白夜わが愛」 - 新人公演：染乃（本役：遥くらら）（1979年）
- 「小さな花がひらいた」- 梅（役替わり）／「ラ・ビ・アン・ローズ」（1981年）
- 「ミル星人パピーの冒険 -ふしぎなペンダント-」シモーヌ／「魅惑」（1982年）
- 「小さな花がひらいた」- おりつ（役替わり）／「魅惑」（1982年：東京）
- 「エーゲ海のブルース」オノリーヌ／「ザ・ストーム」（1982年）
- 「こぶし咲く春」お紋／「ラブ・コネクション」（1983年）
- 「オルフェウスの窓 -イザーク編-」アネロッテ（1983年）
- 「我が愛は山の彼方に」 - 楚春／「ラブ・エキスプレス」（1984年：本公演、1985年：福岡市民会館）
- 「アルジェの男」 - アナ・ベル／「ザ・ストーム」（1984年：地方公演）
- 「哀しみのコルドバ」 - メリッサ／「ルミエール」（1985年）

#### 退団後の舞台
- 「シカゴ」（1985年：帝国劇場、梅田コマ劇場、中日劇場、1986年：帝国劇場）
- 「羅因伝説」
- 「反逆児」
- 「クレオパトラ」
- 「エニシング・ゴーズ」（1991年）
- 「スカーレット」(1996年：帝国劇場)
- 「半七捕物帳」（1998年8月：御園座）
- 「歌舞奏スペシャル in SHINJUKU（五木ひろし特別公演）」（2007年：新宿コマ劇場）

※ この他舞台への出演作多数。

### バラエティ
- 「クイズ!脳ベルSHOW」（2024年1月16日、1月23日）

### CM
- 「三陽食品」

### レコード
- 「最後の海　（cw/帰ってくるかしら）」＿７５年、日本コロンビア：P-420